# Humbert II de Villette
Humbert de Villette, mort entre 1380 et 1381, est un prélat savoyard de la fin du XIVe siècle, issu de la famille de Chevron Villette. Il est archevêque de Tarentaise (1378-1381), sous le nom Humbert II.

## Biographie
Humbert de Villette est issu d'une « ancienne famille de Tarentaise », probablement celle des Chevron Villette. Il a pu être prieur de Tarentaise avant d'être désigné pour monter sur le trône archiépiscopal de Moûtiers,, le 21 décembre 1378 (Roubert).
L'historiographie moderne considère qu'il succède à Jean du Beton (ou Jean de Beton). Le chanoine Frédéric Richermoz (1928), repris par , mentionnait un Jean de Rotariis, dit Jean V. L'archiviste-historien Bruno Galland (1998) à partir de son étude des documents de la période 1365 à 1379 démontre qu'Humbert succède bien à Jean du Beton.
Humbert de Villette meurt entre 1380 et 1381.